# Пеньярроя-де-Таставінс
Пеньярроя-де-Таставінс (ісп. Peñarroya de Tastavins, кат. Pena-roja,Pena-roja de Tastavins) — муніципалітет в Іспанії, у складі автономної спільноти Арагон, у провінції Теруель. Населення — 517 осіб (2010).
Муніципалітет розташований на відстані близько 320 км на схід від Мадрида, 110 км на північний схід від міста Теруель.

## Демографія
Динаміка населення (INE ):